# De Beestenburcht
De Beestenburcht is een Franse stripreeks van scenarist Xavier Dorison en tekenaar Félix Delep die vanaf 2020 wordt uitgegeven door de Belgische uitgeverij Casterman. Het betreft een vierdelige stripreeks waarvan t/m 2022 drie delen zijn verschenen. Het eerste deel verscheen in Frankrijk in 2019 en in 2020 in Nederlandse vertaling.

## Inhoud
Het verhaal betreft een moderne bewerking van George Orwell’s Animal Farm (1945). Dieren hebben het voor het zeggen in een door mensen verlaten burcht. Nadat de varkens het een tijd voor het zeggen hadden gehad, werd de stier Silvio president. Hij regeert met harde hand dankzij zijn hondenmilitie. De minste tegenstand wordt in de kiem gesmoord. Miss Bengalore is een kat die een groep gelijkgestemde dieren om zich heen verzamelt die streven naar een rechtvaardiger gemeenschap. Aangespoord door de rondtrekkende rat Azelar en met hulp van het konijn Cesar, stuurt miss Bengalore  aan op een geweldloze revolutie.

## Albums
Alle albums zijn geschreven door Xavier Dorison en getekend door Félix Delep.
| Nummer | Titel                                                       | Uitgever(s) | Jaar               |
| ------ | ----------------------------------------------------------- | ----------- | ------------------ |
| 1      | Miss Bengalore                                              | Casterman   | 2020               |
| 2      | Margrieten in de winter (Frans: Les Marguerites de l’hiver) | Casterman   | 2020               |
| 3      | De nacht der rechtvaardigen (Frans: La Nuit des justes)     | Casterman   | 2022               |
| 4      | Het bloed van de koning (Frans: Le Sang du roi)             | Casterman   | Nog te verschijnen |